# Estación de Casa Branca
La Estación Ferroviaria de Casa Branca, igualmente conocida como Estación de Casa Branca, es una estación de la Línea del Alentejo, que es utilizada como enlace con la Línea de Évora, y que sirve a la localidad de Casa Branca, en el ayuntamiento de Montemor-o-Novo, en Portugal.

## Descripción

### Vías y plataformas
Contaba, en enero de 2011, con tres vías de circulación, que tenían 550, 420 y 380 metros de longitud; las plataformas tenían 170 y 129 metros de extensión, y 55 y 40 centímetros de altura.

### Localización y accesos
Esta plataforma se encuentra en la localidad de Casa Branca, teniendo acceso por la travesía 1 de mayo o de la Estación Ferroviaria.

## Historia

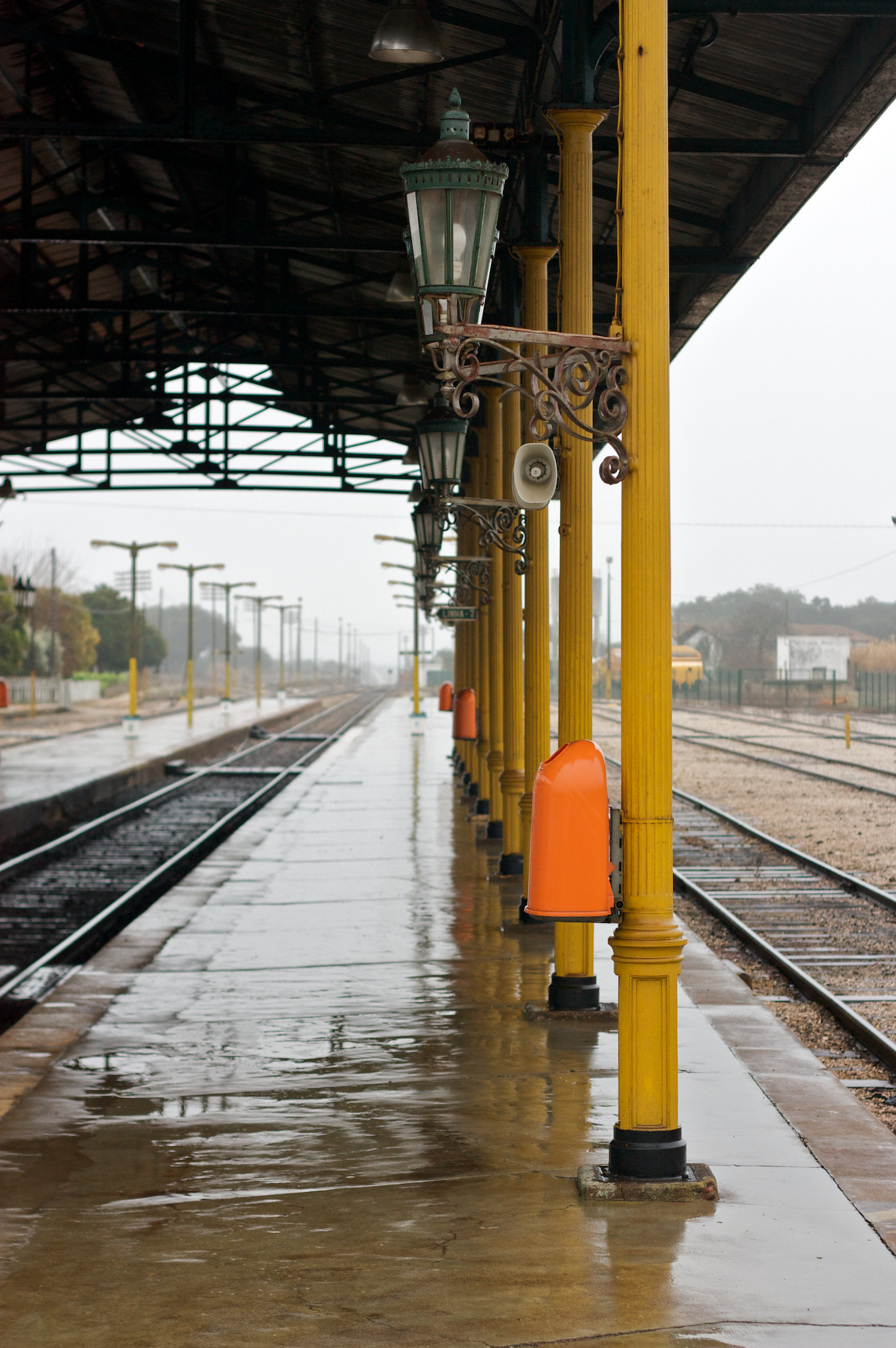
Estación de Casa Branca, en 2009.

### Inauguración
Esta plataforma se encuentra entre las estaciones de Vendas Novas y Beja de la Línea del Alentejo, que entró en servicio el 15 de febrero de 1864; la línea hasta Évora abrió el 14 de septiembre de 1863.

### SigloXX
En 1902, ocurrió en esta estación un incendio de grandes proporciones, que se inició al anochecer, en el almacén de cortezas, pero que deprisa se propagó a otras dependencias, siendo destruida una considerable cantidad de mercancías y dañando varias infraestructuras, incluyendo el edificio de pasajeros, donde los estragos fueron más reducidos.
En el mismo año, se verificó la necesidad de construir una escuela, para educar a los hijos de los funcionarios de los ferrocarriles; el pedido fue realizado por el Ministro de Obras Públicas, Comercio e Industria, Manuel Francisco de Vargas, el 13 de noviembre. Este requerimiento fue efectuado por Ernesto Rodolfo Hintze Ribeiro en el mismo día, debiendo la escuela ser construida por Caminhos de Ferro do Estado, y asumir la denominación de Escuela Maria Amelia, en honor de la Reina D. Amelia.
En el año 1933, la Comisión Administrativa del Fondo Especial de Ferrocarriles aprobó la instalación de una división de Vía y Obras en esta estación.

### SigloXXI
Todos los servicios ferroviarios en esta estación fueron suspendidos desde el 10 de mayo de 2010, para proceder a un proyecto de remodelación de la Línea del Alentejo, llevado a cabo por la Red Ferroviaria Nacional. La circulación fue retomada el 23 de julio de 2011.